# Lillestrøm SK
Cet article concerne un club de football masculin. Pour le club de football féminin, voir Lillestrøm Sportsklubb Kvinner.
Maillots
Actualités
Dernière mise à jour : 20 mars 2025.
Le Lillestrøm Sportsklubb est un club norvégien de football basé à Lillestrøm.

## Historique
- 1917 : fondation du club
- 1977 : 1re participation à une Coupe d'Europe (C1, saison 1977/78)

## Bilan sportif

### Palmarès
- Championnat de Norvège (5)
  - Champion : 1959, 1976, 1977, 1986, 1989

- Coupe de Norvège (6)
  - Vainqueur : 1977, 1978, 1981, 1985, 2007, 2017
  - Finaliste : 1953, 1955, 1958, 1980, 1986, 1992, 2005 et 2023

- Coupe de la Ligue (1)
  - Vainqueur : 1993

- Royal League
  - Finaliste : 2006

### Bilan européen
Légende
- Victoire ou qualification pour le tour suivant
- Match nul
- Défaite ou élimination de la compétition

Note : dans les résultats ci-dessous, le score du club est toujours donné en premier.
| Saison    | Compétition               | Tour                | Club                     | Domicile | Extérieur | Total    |
| --------- | ------------------------- | ------------------- | ------------------------ | -------- | --------- | -------- |
| 1977-1978 | Coupe des clubs champions | Seizièmes de finale | Ajax Amsterdam           | 2 - 0    | 0 - 4     | 2 - 4    |
| 1978-1979 | Coupe des clubs champions | Seizièmes de finale | Linfield FC              | 1 - 0    | 0 - 0     | 1 - 0    |
| 1978-1979 | Coupe des clubs champions | Huitièmes de finale | Austria Vienne           | 0 - 0    | 1 - 4     | 1 - 4    |
| 1979-1980 | Coupe des coupes          | Tour préliminaire   | Rangers FC               | 0 - 2    | 0 - 1     | 0 - 3    |
| 1982-1983 | Coupe des coupes          | Seizièmes de finale | Étoile rouge de Belgrade | 0 - 4    | 0 - 3     | 0 - 7    |
| 1984-1985 | Coupe UEFA                | Premier tour        | Lokomotive Leipzig       | 3 - 0    | 0 - 7     | 3 - 7    |
| 1986-1987 | Coupe des coupes          | Seizièmes de finale | Benfica Lisbonne         | 0 - 4    | 0 - 3     | 0 - 7    |
| 1987-1988 | Coupe des clubs champions | Seizièmes de finale | Linfield FC              | 1 - 1    | 4 - 2     | 5 - 3    |
| 1987-1988 | Coupe des clubs champions | Huitièmes de finale | Girondins de Bordeaux    | 0 - 0    | 0 - 1     | 0 - 1    |
| 1989-1990 | Coupe UEFA                | Premier tour        | Werder Brême             | 1 - 3    | 0 - 2     | 1 - 5    |
| 1990-1991 | Coupe des clubs champions | Seizièmes de finale | Club Bruges KV           | 1 - 1    | 0 - 2     | 1 - 3    |
| 1993-1994 | Coupe des coupes          | Tour préliminaire   | Nikol Tallinn            | 4 - 0    | 0 - 1     | 4 - 1    |
| 1993-1994 | Coupe des coupes          | Seizièmes de finale | Torino FC                | 0 - 2    | 2 - 1     | 2 - 3    |
| 1994-1995 | Coupe UEFA                | Tour préliminaire   | Chakhtar Donetsk         | 4 - 1    | 0 - 2     | 4 - 3    |
| 1994-1995 | Coupe UEFA                | Premier tour        | Girondins de Bordeaux    | 0 - 2    | 1 - 3     | 1 - 5    |
| 1995-1996 | Coupe UEFA                | Tour préliminaire   | Flora Tallinn            | 4 - 0    | 0 - 1     | 4 - 1    |
| 1995-1996 | Coupe UEFA                | Premier tour        | Brøndby IF               | 0 - 0    | 0 - 3     | 0 - 3    |
| 1996      | Coupe Intertoto           | Groupe 5            | Sligo Rovers             | 4 - 0    | N/A       | Deuxième |
| 1996      | Coupe Intertoto           | Groupe 5            | FBK Kaunas               | N/A      | 4 - 1     | Deuxième |
| 1996      | Coupe Intertoto           | Groupe 5            | FC Nantes                | 2 - 3    | N/A       | Deuxième |
| 1996      | Coupe Intertoto           | Groupe 5            | SC Heerenveen            | N/A      | 1 - 0     | Deuxième |
| 1997-1998 | Coupe UEFA                | Deuxième tour Q     | Dinamo Minsk             | 1 - 0    | 2 - 0     | 3 - 0    |
| 1997-1998 | Coupe UEFA                | Premier tour        | FC Twente                | 2 - 1    | 0 - 1     | 2 - 2E   |
| 2000-2001 | Coupe UEFA                | Tour préliminaire   | Glentoran FC             | 1 - 0    | 3 - 0     | 4 - 0    |
| 2000-2001 | Coupe UEFA                | Premier tour        | Dynamo Moscou            | 3 - 1    | 1 - 2     | 4 - 3    |
| 2000-2001 | Coupe UEFA                | Deuxième tour       | Deportivo Alavés         | 1 - 3    | 2 - 2     | 3 - 5    |
| 2002-2003 | Ligue des champions       | Premier tour Q      | Željezničar Sarajevo     | 0 - 1    | 0 - 1     | 0 - 2    |
| 2006      | Coupe Intertoto           | Deuxième tour       | Keflavík ÍF              | 4 - 1    | 2 - 2     | 6 - 3    |
| 2006      | Coupe Intertoto           | Troisième tour      | Newcastle United         | 0 - 3    | 1 - 1     | 1 - 4    |
| 2008-2009 | Coupe UEFA                | Premier tour Q      | UN Käerjéng 97           | 2 - 1    | 0 - 1     | 2 - 2E   |
| 2008-2009 | Coupe UEFA                | Deuxième tour Q     | FC Copenhague            | 2 - 4    | 1 - 3     | 3 - 7    |
| 2018-2019 | Ligue Europa              | Premier tour Q      | LASK                     | 1 - 2    | 0 - 4     | 1 - 6    |
| 2022-2023 | Ligue Europa Conférence   | Deuxième tour Q     | SJK Seinäjoki            | 5 - 2    | 1 - 0     | 6 - 2    |
| 2022-2023 | Ligue Europa Conférence   | Troisième tour Q    | Royal Antwerp            | 1 - 3    | 0 - 2     | 1 - 5    |

## Personnalités du club

### Anciens joueurs
- André Bergdølmo
- Jan Birkelund
- Torgeir Bjarmann
- Arne Erlandsen
- Frode Grodås
- Thorstein Helstad
- Frode Kippe
- Erling Knudtzon
- Tom Lund
- Espen Søgård
- Pål Strand
- Arild Sundgot
- Christoffer Andersson
- Dennis Schiller
- Khaled Mouelhi

### Effectif actuel (2024)
| N° | Nat.                        | Poste | Nom du joueur               |
| -- | --------------------------- | ----- | --------------------------- |
| 1  | Drapeau de la Norvège       | G     | Stefan Hagerup              |
| 2  | Drapeau de la Norvège       | D     | Lars Ranger                 |
| 3  | Drapeau de la Norvège       | D     | Martin Ove Roseth           |
| 4  | Drapeau de la Norvège       | D     | Espen Garnås                |
| 6  | Drapeau de la Norvège       | M     | Vebjørn Hoff                |
| 7  | Drapeau du Kosovo           | A     | Ylldren Ibrahimaj           |
| 8  | Drapeau de la Norvège       | M     | Marius Lundemo              |
| 10 | Drapeau de la Norvège       | A     | Thomas Lehne Olsen          |
| 11 | Drapeau du Danemark         | D     | Frederik Elkær              |
| 12 | Drapeau de la Norvège       | G     | Mads Hedenstad Christiansen |
| 14 | Drapeau de la Côte d'Ivoire | A     | Mathis Bolly                |
| 15 | Drapeau de la Norvège       | M     | Erling Knudtzon             |
| 16 | Drapeau du Nigeria          | M     | Uba Charles                 |
| 17 | Drapeau de la Norvège       | M     | Eric Kitolano               |
| 18 | Drapeau de la Suède         | M     | August Karlin               |
| 19 | Drapeau de la Norvège       | D     | Kristoffer Tønnessen        |

| No. | Nat.                  | Position | Nom du joueur                     |
| --- | --------------------- | -------- | --------------------------------- |
| 20  | Drapeau de l'Angola   | A        | Felix Vá (en prêt de Djurgårdens) |
| 21  | Drapeau de la Norvège | A        | Daniel Skaarud                    |
| 22  | Drapeau de la Norvège | A        | Elias Solberg                     |
| 23  | Drapeau de la Norvège | M        | Gjermund Åsen (capitaine)         |
| 24  | Drapeau du Nigeria    | M        | Efe Lucky                         |
| 26  | Drapeau de la Norvège | A        | Oliver Henriksrud                 |
| 27  | Drapeau de la Norvège | M        | Uranik Seferi                     |
| 28  | Drapeau de la Norvège | D        | Ruben Gabrielsen                  |
| 29  | Drapeau de la Norvège | G        | Jørgen Sveinhaug                  |
| 30  | Drapeau de la Norvège | D        | Sander Moen Foss                  |
| 33  | Drapeau de la Norvège | A        | Henrik Skogvold                   |
| 64  | Drapeau de la Suède   | D        | Eric Larsson                      |
| 90  | Drapeau de la Norvège | A        | El Schaddai Furaha                |
|     | Drapeau de la Norvège | D        | Maximilian Balatoni               |
|     | Drapeau de la Norvège | D        | Dylan Murugesapillai              |